# 斯坦·米亚塞克
斯坦利·米亚塞克（英語：Stanley Miasek，1924年8月8日—1989年10月18日），美国NBA联盟职业篮球运动员。